# Stefan Lindqvist
Stefan Lindqvist (Halmstad, 1967. március 18. – Särö, 2020. március 1.) válogatott svéd labdarúgó, középpályás.

## Pályafutása

### Klubcsapatban
1986 és 1990 között a Halmstad, 1990–91-ben a svájci Neuchâtel Xamax, 1991 és 1997 között az IFK Göteborg labdarúgója volt. 1997-ben a kínai Talien Sitö, 1997–98-ban a skót Motherwell, 1998-ban a norvég Strømsgodset csapatában szerepelt. 1999-ben az IFK Götebirg játékosaként fejezte be az aktív labdarúgást. A göteborgi csapattal öt bajnoki címet és egy svédkupa-győzelmet ért el.

### A válogatottban
1989–90-ben öt alkalommal szerepelt a svéd válogatottban és egy gólt szerzett.

## Sikerei, díjai
IFK Göteborg
- Svéd bajnokság (Allsvenskan)
  - bajnok (5): 1991, 1993, 1994, 1995, 1996
- Svéd kupa (Svenska Cupen)
  - győztes: 1991